# Historia de Pakistán

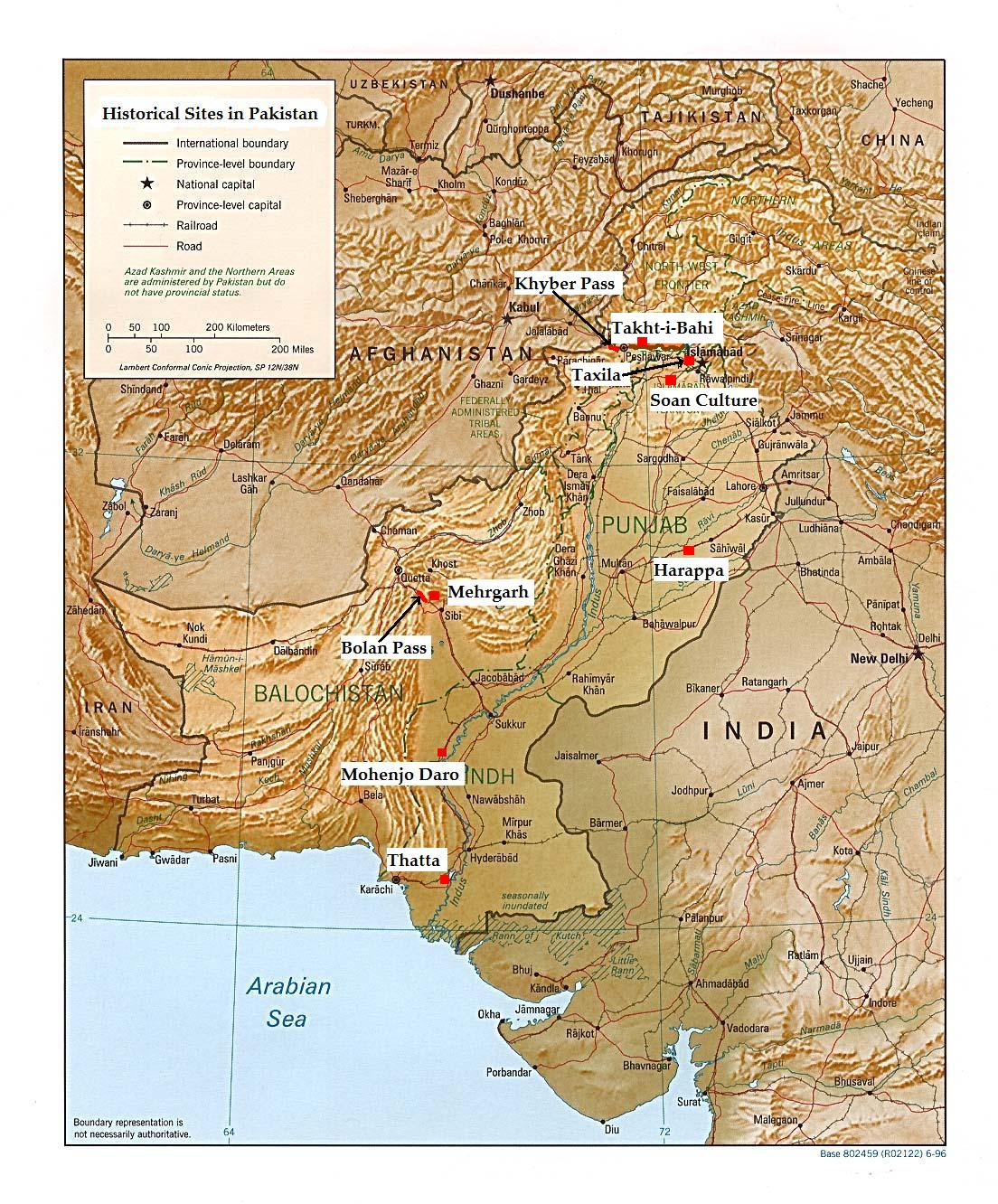
Mapa en relieve de Pakistán que muestra sus principales yacimientos históricos.

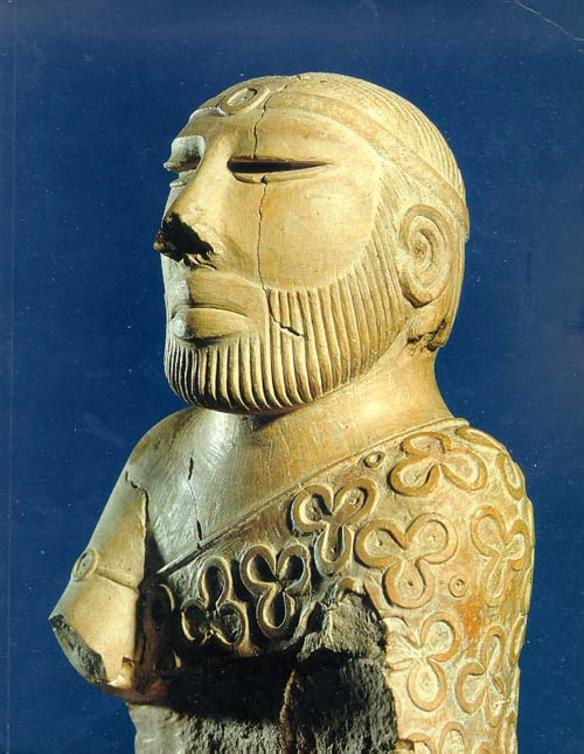
Estatua del Rey clérigo, Mohenyó Daro, c. 2500 a. C., Museo Nacional de Karachi (Pakistán)

La historia de Pakistán ―la cual, para el período que precede la fundación de la nación en 1947, es compartida intermitentemente por Afganistán, India e Irán― se puede datar hasta los principios de la vida humana en el Sur de Asia.
Pakistán se extiende hacia el este hasta el subcontinente de la India y al oeste hasta la frontera con el altiplano iraní. La región actual de Pakistán sirvió como tierra fértil para algunas de las más importantes civilizaciones del sur de Asia y como puerta de entrada del subcontinente a Medio Oriente y Asia Central.
Pakistán alberga algunos de los más importantes yacimientos arqueológicos del mundo como, por ejemplo, el yacimiento más antiguo de homínidos del Paleolítico en el sur de Asia, ubicado en el valle del río Soan.
Situada en la primera ruta de migración costera del anatómicamente moderno homo sapiens al salir de África, la región fue habitada desde temprano por humanos modernos.
Los 9000 años de historia de la vida en aldeas en el sur de Asia, se remontan al Neolítico (7000-4300 a. C.) encontrándose en el yacimiento de Mehrgarh en Pakistán, y los 5000 años de historia urbana en el sur de Asia en varios puntos del valle del Indo, que incluye Mohenyó-Daro y Jarapa.
Los subsecuentes milenios vieron a la región del actual Pakistán absorber muchas influencias, cuyas representaciones se pueden encontrar en el yacimiento de Taksila, representando el período budista, el yacimiento greco-budista de Takht-i-Bahi, los monumentos islámicos-sindhi de Thatta, pertenecientes al siglo XIV, y los monumentos mogoles construidos en el siglo XVII del fuerte Lahore. Desde el siglo XVIII, la región fue gradualmente apropiada por la Compañía Británica de las Indias Orientales, dando como resultado 90 años de continuo dominio británico, y terminando con la creación de Pakistán en 1947, a través de los esfuerzos, de entre otros, su futuro poeta nacional Allama Iqbal y su fundador, Muhammad Ali Jinnah. Desde entonces, el país ha experimentado gobiernos democráticos y militares, dando como consecuencia períodos de un importante crecimiento económico y militar y también otros de inestabilidad; de este último el más significativo fue el que resultó en la secesión, en 1971, del este de Pakistán, que se convertiría en Bangladés.

## Período neolítico

### Mehrgarh

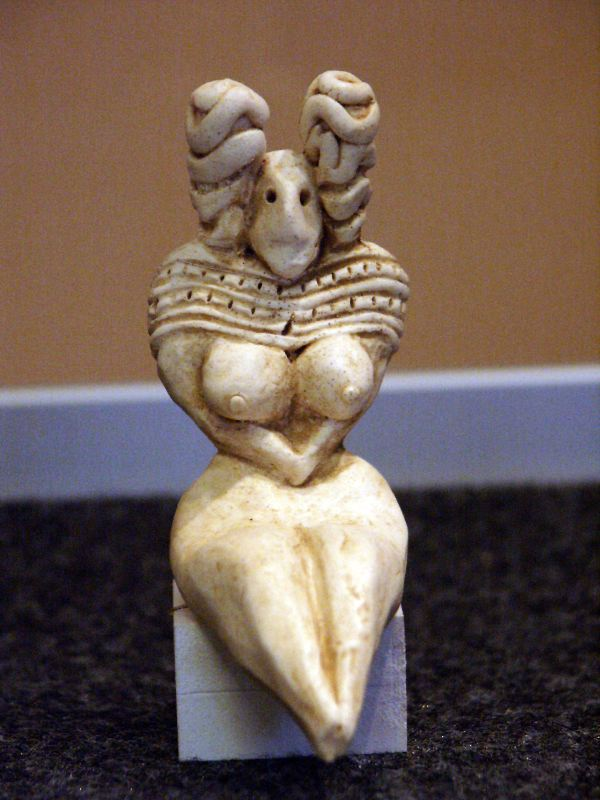
Una estatuilla encontrada en Mehrgarh, c. 3000 a. C. (Musée Guimet, París)

Mehrgarh, es uno de los yacimientos arqueológicos más importantes del período neolítico (7000 a 3200 a. C.), se encuentra en la «planicie de Baluchistán (Pakistán), y es uno de los lugares más antiguos con evidencia de agricultura (trigo y cebada) y de pastoreo (ganado, ovejas y cabras) en el sur de Asia».
Mehrgarh fue descubierto en 1974 por un equipo arqueológico dirigido por el arqueólogo francés Jean-François Jarrige, y fue continuamente excavado de 1974 hasta 1986. El asentamiento más antiguo en Mehrgarh ―en la esquina noroeste del yacimiento de 2 km²― era una villa agricultora datada de entre el 7000 y el 5500 a. C.
Los primeros residentes de Mehrgarh vivían en casas de adobe, almacenaban sus cosechas en graneros, fabricaban sus herramientas con malaquita encontrada en las cercanías, e impearmilizaban sus grandes cestas contenedoras con bitumen. Cultivaban cebada, trigo escaña, farro, yuyubas y dátiles; arreaban ovejas, cabras y ganado. Los habitantes del siguiente período (5500 al 2600 a. C.) pusieron mayor esfuerzo en trabajos manuales como la elaboración de herramientas de pedernal, curtido de pieles, producción de abalorio y metalurgia. Esta localización estuvo continuamente habitada hasta el 2600 a. C.
En abril de 2006, la revista científica Nature anunció que la evidencia más antigua (y primera del Neolítico temprano) de la historia humana sobre perforar dientes in vivo (i. e. en una persona viva) fue encontrada en Mehrgarh. De acuerdo con los autores, «Aquí describimos once coronas molares perforadas de nueve adultos descubiertos en el yacimiento del Neolítico en Pakistán que data de 7500 a 9000 años atrás. Estos descubrimientos nos proporcionan la evidencia de una larga tradición de un tipo de protoodontología en una temprana cultura agricultora».
En la actualidad, Mehrgarh es visto como el precursor de la cultura del valle del Indo.
De acuerdo con Ahmad Hasan Dani, profesor emérito de arqueología en la Universidad Quaid-e-Azam, en Islamabad),
«Los hallazgos en Mehrgarh han cambiado completamente el concepto de la civilización del Indo. Ahí tenemos toda la secuencia, justo desde el principio de la vida en villas sedentarias».
En algún momento entre el 2600 y el 2000 a. C., Mehrgarh fue abandonada. Ya que la civilización del Indo se encontraba en su etapa inicial de desarrollo para ese tiempo, ha sido conjeturado que los habitantes de Mehrgarh emigraron al fértil valle del Indo ya que Baluchistán se convirtió en un lugar más árido debido a cambios climáticos.

## La edad de bronce

### Cultura del valle del Indo

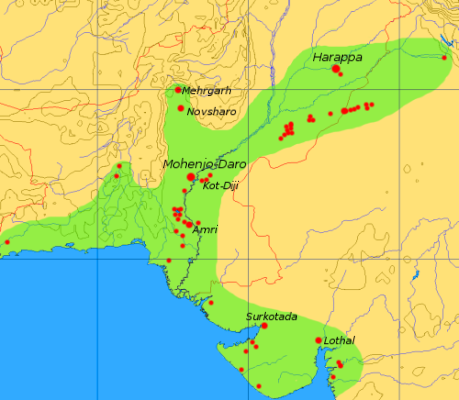
Mapa de la cultura del valle del Indo.

La cultura del valle del Indo (c. 3300-1700 a. C.) fue una de las más antiguas civilizaciones que se han ubicado en el río Indo. La civilización en el Indo floreció a través de los siglos y dio surgimiento a la cultura del valle del Indo alrededor del 3000 a. C.
Esta civilización abarcaba gran parte de lo que hoy se conoce como Pakistán, pero repentinamente cayó en su ocaso para el 1800 a. C.
Los asentamientos de la civilización del Indo se esparcen desde el sur llegando a la costa de la India en el mar Arábigo, al oeste llegando hasta la frontera con Irán, y alcanzando los Himalayas al norte. Entre los asentamientos se encontraban los centros urbanos de Harappa y Mohenyódaro, así como los de Dholavira, Ganweriwala, Lothal, y Rakhigarhi. Las ruinas de Mohenyó-Daro, fueron el centro de esta antigua sociedad. En su apogeo, algunos arqueólogos opinan que la civilización del Indo pudo haber tenido una población cercana a los cinco millones de personas.

### Período védico

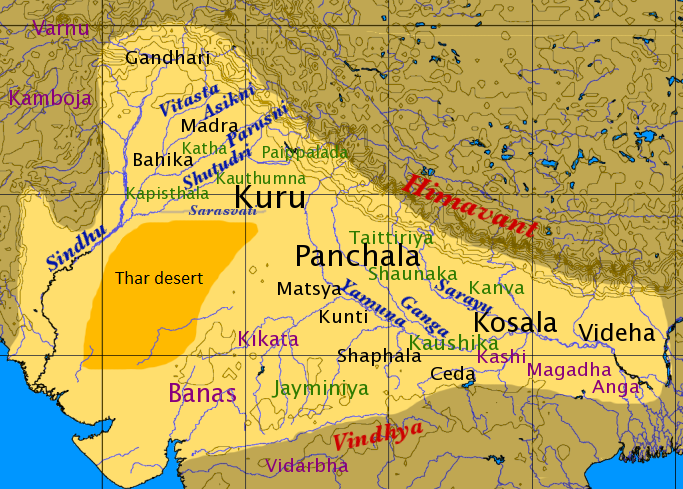
Mapa de la temprana civilización védica de la Edad de Hierro (según Witzel, 1989). Los dominios de las tribus están marcados en negro, tribus foráneas descritas en textos védicos se muestran en púrpura, escuelas védicas en verde. ríos en azul y el desierto de Thar está en naranja

Aunque la cultura del valle del Indo floreció en gran parte de la actual Pakistán por cerca de 1500 años, desapareció abruptamente alrededor de 1700 a. C.
Se ha tomado como supuesto, que la causa pudo ser un terremoto cataclísmico la desecación del río Ghaggar-Hakra.
Poco después las tribus indoeuropeas con capacidad de comunicación verbal del centro de Asia o del sur de las estepas rusas se diseminaron en la región.
Los conocidos como arios se establecieron en la región de los Sapta Sindhu (‘siete ríos’ sagrados), que se extendía desde el río Kabul al norte del río Sáraswati y hasta la parte norte de los ríos Ganges y Yamuna, y el Doab al sur.
Fue en esta región que se compusieron los himnos del Rig-veda y se establecieron los cimientos del hinduismo. La corriente dominante de expertos sitúan a la cultura védica entre finales del segundo milenio a. C. y la mitad del primer milenio a. C., y el final de este período estuvo marcado por cambios políticos, culturales y lingüísticos.
Aunque no existe mucha evidencia arqueológica o gráfica de la migración en el sur de Asia, migraciones similares de indoeuropeos capaces de hablar fueron registradas en otras regiones.
Por ejemplo, un tratado firmado entre los hititas, quienes arribaron a Anatolia a principios del segundo milenio antes de nuestra era, y el reino Mitani «invocaron a cuatro deidades: Indara, Uruvna, Mitira y los Nasatias» (nombres que en el Rig-veda aparecen como Indra, Váruna, Mitra, y los Asvins).
La ciudad de Taksila (actualmente en Pakistán) fue muy importante para el hinduismo y el budismo.
Según la gran leyenda épica hinduista Majábharata (del siglo III a. C.), en Taksila se recitó por primera vez ese texto, en el gran sacrificio de serpientes del rey Yanam Eyaiá (tataranieto de Áryuna, uno de los personajes de la historia).

## Invasión griega y persa

### Imperio aqueménida

El Imperio aqueménida en su apogeo, en la época de Darío el Grande.

Los territorios que comprenden Pakistán fueron dominados por el Imperio persa aqueménida (c. 520 a. C.) durante el reinado de Darío el Grande hasta la conquista de Alejandro Magno. Se convirtió en parte del imperio como una satrapía, incluyendo las tierras de Panyab en la actual Pakistán, el río Indo, desde las orillas de Gandhara hasta el Mar Arábigo, y algunas otras partes del altiplano del Indo. De acuerdo con Heródoto de Halicarnaso, era la satrapía más rica y poblada de las veinte satrapías del imperio. Fue durante el dominio persa que el nombre India fue acuñado. Cuando el valle del río Indo se convirtió en la más oriental de las satrapías de los persas, la hicieron nombrar gracias al río Indo. Los arios védicos llamaron al área Sapta Sindhu siendo el nombre del río Sindhu. A los persas les resultaba difícil pronunciar la s, llamándolo entonces «hindu». Por las inscripciones de Darío, llamaron a la satrapía Hindush. Los griegos tomaron este nombre de los persas y llamaron al río Indus y a la región India. Heródoto, en su libro Historias, describe a la satrapía de Darío como India. El dominio aqueménida duró cerca de 186 años. Los aqueménidas usaron escritura aramea para la lengua persa. Después del dominio aqueménida, el uso de escritura aramea en la planicia del Indo disminuyó, aunque sabemos por inscripciones de Asoka que seguía en uso hasta dos siglos después. Otras formas de escritura, como la kharosthi (que deriva del arameo) y la griega se hizo más común después de la llegada de los macedonios y de los griegos.

### El imperio de Alejandro

Mapa del imperio de Alejandro Magno.

La interacción entre la Grecia helenística y el budismo comenzó cuando Alejandro Magno conquistó Asia Menor, el Imperio aqueménida y los territorios de Pakistán en el 334 a. C.), derrotando a Poros en la batalla del Hidaspes (aproximadamente el actual Jhelum) y conquistando gran parte de la región de Panyab. Las tropas de Alejandro se rehusaron a pasar del río Beas ―el cual actualmente fluye por parte de la frontera entre la India y Pakistán― y llevó a la mayoría de su ejército al suroeste, añadiendo a su imperio casi todos los antiguos territorios que hoy abarca la actual Pakistán.
Alejandro creó guarniciones para sus tropas en sus nuevos territorios, y fundó numerosas ciudades en las áreas de Oxus, Aracosia, y Bactria, y asentamientos griego-macedonios en Gandhara, como Taksila, y Panyab. Las regiones incluían el desfilaredo de Jaibar ―un pasaje geográfico al sur de los Himalayas y las montañas Hindu Kush― y el paso Bolan, ambas en las rutas comerciales conectando a Drangiana, Aracosia y otras áreas persas y del Asia central hasta el altiplano del río Indo.
Es a través de estas regiones que se dio la mayoría de la interacción entre el sur de Asia y Asia central, generando un intenso intercambio cultural y oportunidades comerciales.

## La edad de oro
Desde el siglo III a. C. al siglo V de nuestra era, la parte noroeste del subcontinente de la India cayó bajo un continuo de invasiones de parte de sakas, partos, kushanos y hunos turco-iraníes.
Existe la conjetura de que las tribus iraníes existieron en el oeste de Pakistán desde un período muy temprano y que las tribus Pashtun habitaban alrededor del área de Peshawar antes del período de Alejandro Magno, tribu a la que Heródoto que se refiere como Paktui, conocida por ser una temible tribu pagana similar a los bactrios. Las tribus balochi de Irán no arribaron sino hasta el primer milenio de nuestra era y no pudieron expandirse tanto como los Sindh hasta el segundo.

### Dinastía mauria

El Imperio mauria en su máxima extensión territorial, por el año 265 a. C., en tiempos de Aśoka el Grande

La dinastía Mauria duró cerca de 180 años, casi tan largo como el dominio aqueménida, y comenzó con Chandragupta Maurya. Chandragupta vivió en Taksila y conoció a Alejandro, teniendo la oportunidad de observar al ejército macedonio. Formó a su propio ejército usando las tácticas macedonias para derrocar la dinastía Nanda en Magadha. Siguiendo la muerte de Alejandro el 10 de junio del 323 a. C., sus diadochi (generales) fundaron sus propios reinos en Asia Menor y Asia Central.
El general Seleuco formó su Imperio seléucida, el cual incluía la región de Pakistán.
Chandragupta Mauria, tomando ventaja de la fragmentación del poder consecuencia de la muerte de Alejandro, invadió y capturó Panyab y Gandhara. Después la parte este del Imperio seléucida se disolvió para formar el Imperio grecobactriano (siglo III–II a. C.).
El nieto de Chandragrupta, Ashoka, es conocido como el más grande emperador mauria. Reinó entre el 273 y el 232 a. C.
Convertido al budismo, Ashoka reinó casi todo el sur de Asia y partes de Asia Central, desde la actual Afganistán hasta Bengala y llegando al sur hasta Mysore. Se convirtió al budismo después del remordimiento de conciencia que siguió a su conquista sangrienta del reino Kalinga (en Orissa).
Mandó grabar en piedra los Edictos de Asoka.
Casi todos los edictos de Asoka encontrados en Pakistán están escritos en arameo (que fue la lingua franca del Imperio aqueménida) o en kharosthi, el cual se cree que derivó del arameo.

### Período grecobudista

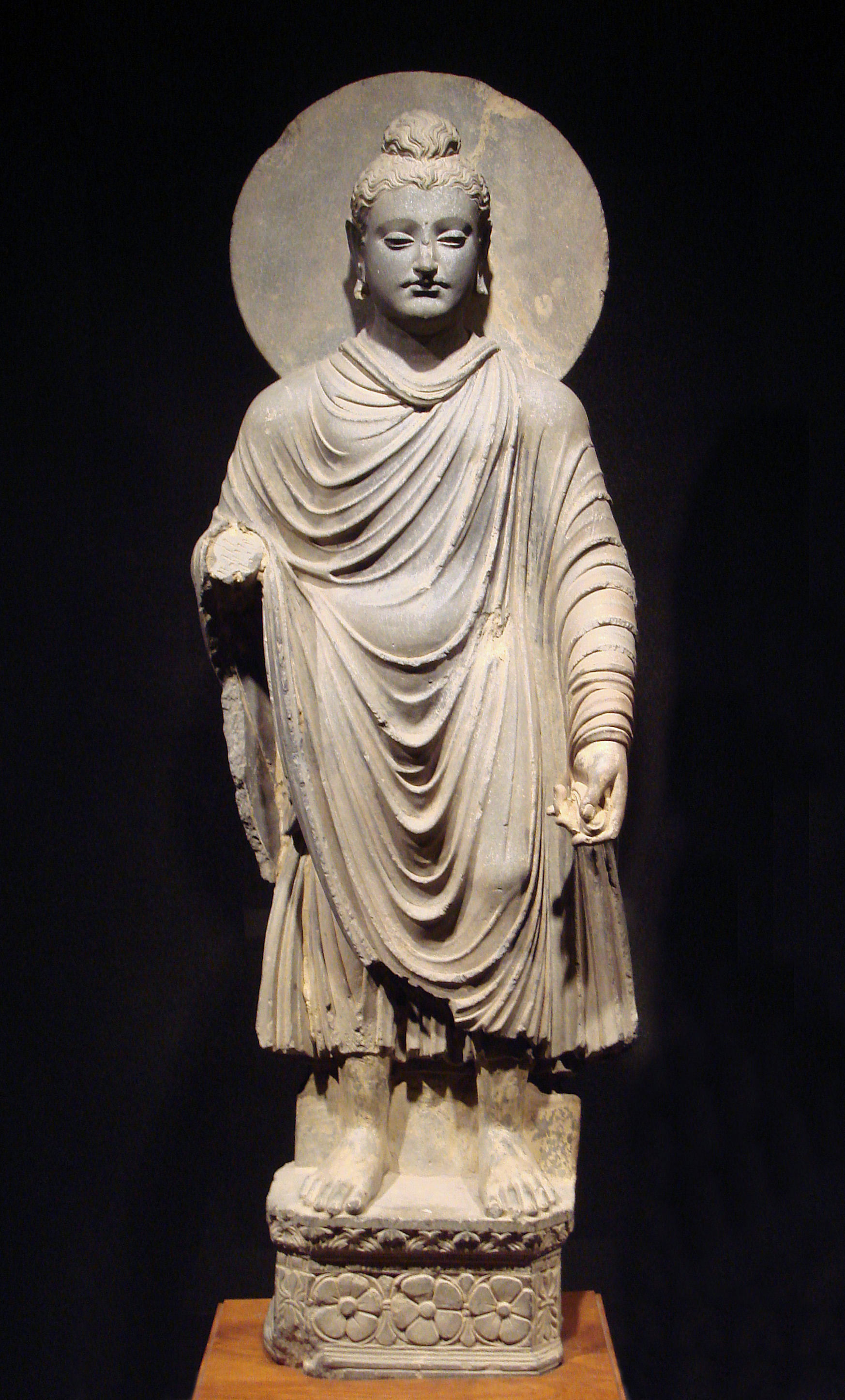
Imagen de Buda en estilo grecobudista (Museo Nacional de Tokio)

El grecobudismo, es el sincretismo cultural entre la cultura de la Grecia clásica y el budismo, el cual se desarrolló durante un período de cerca de 800 años en el área de lo que ahora corresponde a Afganistán y Pakistán, entre el siglo IV a. C. y el V.
El grecobudismo influenció el desarrollo artístico (y posiblemente conceptual) del budismo, en particular del budismo mahayana, antes de que fuera adoptado por Asia Central y Noroeste en el siglo I de nuestra era, y finalmente dispersándose a China, Corea y Japón.